# Zimorodek białoczelny
Zimorodek białoczelny (Ceyx pusillus) – gatunek małego, nadwodnego ptaka z rodziny zimorodkowatych (Alcedinidae). Występuje w północnej i północno-wschodniej Australii, na Nowej Gwinei, Archipelagu Bismarcka, Wyspach Salomona i Molukach Północnych (Indonezja). Nie jest zagrożony. Nie wędruje.

## Morfologia

### Wygląd
Brak dymorfizmu płciowego. Każdy czarny element, z wyjątkiem lotek, matowy. Głowa fioletowogranatowa, z białym obszarem między okiem a czarnym czołem. Na karku, w zgięciu głowy, po każdej stronie jeden biały pasek. Są ze sobą i z dziobem czarno połączone. Obszar nasady dzioba również czarny. Oczy czarne, dziób ciemnoszary na końcu jasnokremowobiały. Gardło, pierś, brzuch i pokrywy podogonowe białe. Boki także, lecz przy skrzydłach jeszcze granatowe. Nogi szare z jaśniejszymi pazurami. Granatowe sterówki są niesamowicie krótkie. Skrzydła zaokrąglone, niebieskie, ale pierwsze ich pióra mają czarne początki. Pokrywy zakrywające lotki czarne, z dwoma niebieskimi przy wewnętrznym brzegu skrzydła. Lotki czarne. Wierzch ciała i kuper matowo granatowe, pokrywy nadogonowe matowobiałe. Młode mają zielonkawy grzbiet i płowe plamki nad okiem.

### Wymiary
- długość ciała: 11–13 cm
- masa ciała: 10–15 g

## Ekologia i zachowanie

### Biotop
W bliskości strumieni wilgotnych, nizinnych lasów równikowych. Potrzebuje obszarów cienistych, ze zwieszającą się roślinnością. Poza tym okolice jezior i estuariów, szczególnie nadmorskie namorzyny. Poza tym zadrzewione kanały i (rzadko) ogrody.

### Pożywienie
Zjada małe ryby, larwy owadów, małe skorupiaki i krewetki. Czekając na złowienie, siedzi na niskim punkcie obserwacyjnym, często kiwa głową i dyga skrzydłami. Gdy zobaczy zdobycz, nurkuje do wody, łapie ją i wraca do czatowni.

### Rozród
Lęgi mają miejsce przez całą porę deszczową, najwięcej jest ich w styczniu. Ptak wydłubuje albo wykopuje miejsce do lęgu, w termitierze, na brzegu strumienia lub w przegniłym drewnie. Składa 3–5 jaj. Rodzice oboje karmią pisklęta, co ok. 5 minut.

## Status i ochrona
Międzynarodowa Unia Ochrony Przyrody (IUCN) uznaje zimorodka białoczelnego za gatunek najmniejszej troski (LC – Least Concern) nieprzerwanie od 1988 roku. Liczebność populacji nie została oszacowana, ale ptak ten opisywany jest jako szeroko rozpowszechniony i lokalnie pospolity. Globalny trend liczebności populacji uznawany jest za spadkowy ze względu na wycinkę namorzynów.

## Podgatunki
Wyróżniono 9 podgatunków, które różnią się ubarwieniem:
- C. pusillus halmaherae (Salomonsen, 1934) – Halmahera i Bacan (północne Moluki)
- C. pusillus laetior (Rand, 1941) – północna Nowa Gwinea
- C. pusillus pusillus Temminck, 1836 – wyspy u zachodnich wybrzeży Nowej Gwinei, zachodnia, południowa i wschodnia Nowa Gwinea, Wyspy Aru, Wyspy Kai i Wyspy d’Entrecasteaux
- C. pusillus ramsayi (North, 1912) – północna Australia
- C. pusillus halli (Mathews, 1912) – północno-wschodnia Australia
- C. pusillus masauji (Mathews, 1927) – Archipelag Bismarcka
- C. pusillus bougainvillei (Ogilvie-Grant, 1914) – Buka i Wyspa Bougainville’a na wschód po Choiseul, Santa Isabel i Florida Islands (północne, północno-środkowe Wyspy Salomona)
- C. pusillus richardsi (Tristram, 1882) – Vella Lavella do Vangunu (południowo-środkowe Wyspy Salomona)
- C. pusillus aolae (Ogilvie-Grant, 1914) – Guadalcanal (południowo-wschodnie Wyspy Salomona)